# 尼亞加拉號 (1813年)

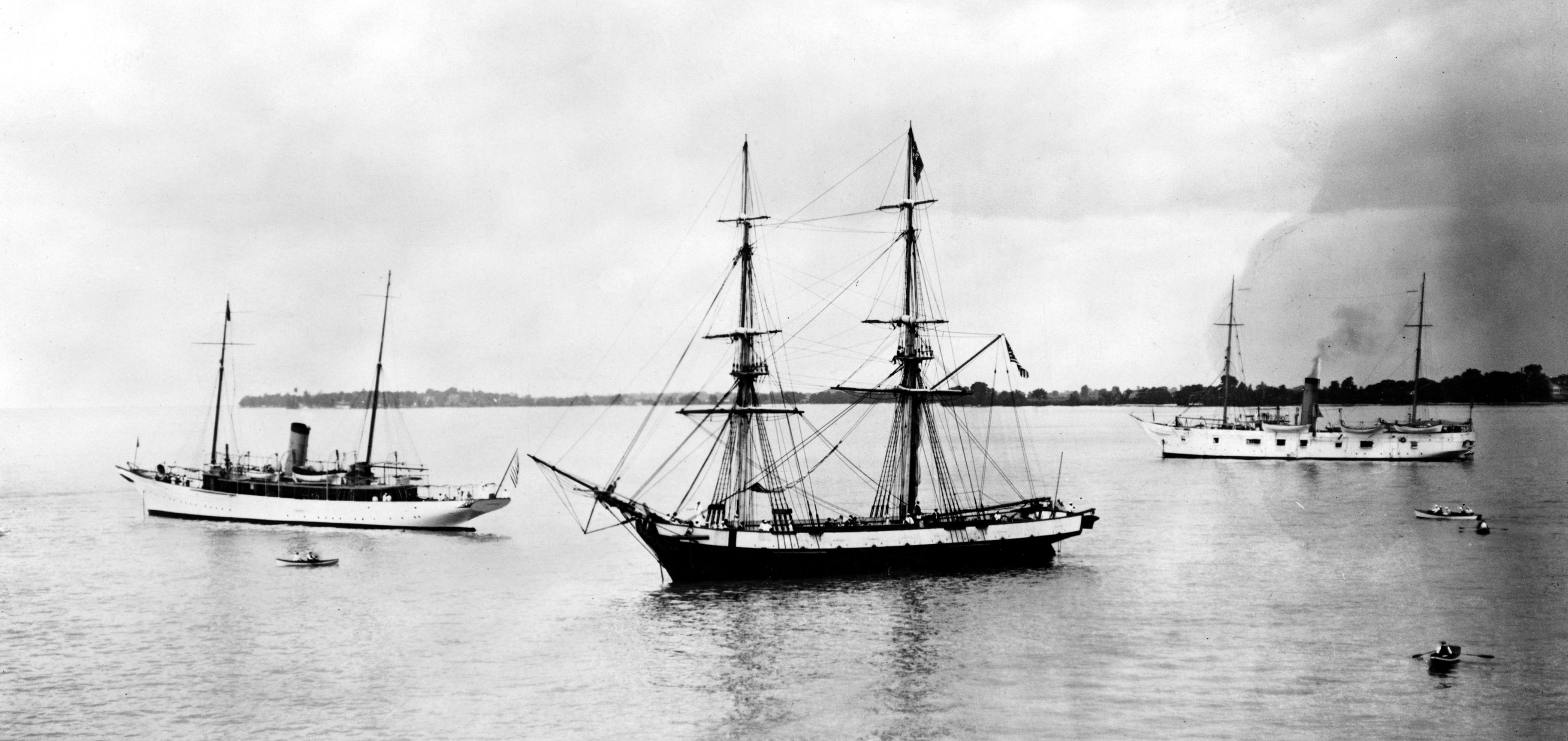

第一代尼亞加拉號（USS Niagara），又稱US Brig Niagara，是一艘在1812年战争中服役于美國海軍的雙桅橫帆砲艇。
尼亚加拉号在1813年夏季正式下水，建造于宾夕法尼亚州的伊利，之后在奥利弗·哈泽德·佩里的指挥下在伊利湖服役，参与了伊利湖战役。